# Rysslands erövring av Sibirien
Rysslands erövring av Sibirien var en följd av ekonomiska, politiska och militärpolitiska strävanden. Erövringen påbörjades på 1500-talet och var inte avslutad förrän mot slutet av 1800-talet.

## Introduktion
Erövringen av Sibirien var Rysslands kanske största företag någonsin. Det kan ha varit för att tsarerna ville avvärja ett hot från någon konkurrerande grannstat, eller att för att öka det ekonomiska inflytandet. Drivkrafterna i företaget var kosackerna, bestående av förrymda livegna, under deras ledare Jermak Timofejevitj. Mot slutet av 1500-talet inleddes erövringen av Sibirien, och mot mitten av 1600-talet hade man nått fram till Stilla havet. Under 1800-talets senare hälft hade ryssarna erövrat hela den nuvarande Fjärranöstern-regionen, och på 1860-talet anlades Vladivostok. Det var också under 1800-talet Ryssland lade under sig Centralasien.

## Historisk bakgrund
De ekonomiska orsakerna till Sibiriens erövring var utvecklingen av pälshandeln, köpmän som ville bedriva handel. Handelsfamiljen Stroganov från Novgorod gjorde sig mäktiga genom pälshandel. Adliga storgodsägare ville skaffa nya områden och stoppa strömmen av livegna som flydde förtrycket på godsen. Som nämnts uppstod kosacksamhällena delvis genom att livegna flydde mot stäpperna i Sydryssland.
Under 1400-talet och 1500-talet var Ryssland hotat från olika makter som de resterande khanaten från Gyllene horden. Många krig mellan det ryska Moskvariket och de tatariska khanaten på Krim, Astrachan och Kazan ägde rum. Men med tiden stod Ryssland som segrare och lade under loppet av 1500-talet under sig Astrachan- och Kazankhanaten. När Ryssland erövrades av mongolerna på 1200-talet uppstod en fruktan att bli erövrad - därför ansåg de ryska härskarna att "de måste vara först" och erövra motståndaren innan denne erövrade det egna landet.